# Reinhard Sorge
Reinhard Johannes Sorge, född den 29 januari 1892 i Berlins stadsdel Rixdorf, död den 20 juli 1916 (stupad vid Ablaincourt), var en tysk dramatiker, som blott 20 år gammal publicerade den nyskapande teaterpjäsen Der Bettler, som lade grunden för den expresssionistiska teaterkonsten i hemlandet. Inga av författarens verk är översatta till svenska (år 2021).

## Verksamhet
Reinhard Sorge var en av de unga författare som medverkade till framväxten av den tyskspråkiga expressionismens dramatik, vid sidan av exempelvis Oskar Kokoschka, Walter Hasenclever och August Stramm. Påverkad av den sene Strindberg utgav han på S. Fischer Verlag dramat Der Bettler 1912. Det räknas som det första expressionistiska dramat i Tyskland. Sorge belönades också för detta samma år med Kleistpriset, efter rekommendation av Richard Dehmel. Stycket uruppfördes dock först 1917 av Max Reinhardt på Deutsches Theater i Berlin. Dramat, vars personer saknar namn, behandlar motsatsförhållandet mellan en far och en son. Sorge konverterade året efter till katolicismen. Han offentliggjorde ytterligare tre religiöst färgade skådespel, Guntwar. Die Schule eines Propheten (1914), Metanoeite: Drei Mysterien (1915) och König David (1916). Postumt utkom bland annat sångcykeln Mutter der Himmel (1917) och Gericht über Zarathustra (1921). Sorge ansågs, enligt Nordisk familjebok år 1926, ge uttryck för de ungas "stormande krav på hjärtats renhet och osjälviskhet, och på en ny ödmjuk, tjänande kärlek". Hans anseende den tiden omfattade även "en profetiskt mystisk ton" i de sista verken. Till skillnad från andra expressionistiska författare tycks han inte ha blivit föremål för utrensning åren 1933–1945. Å andra sidan förefaller inga verk av honom ha återutgivits i Tyskland under perioden 1925–1954, förutom en tredje och fjärde upplaga av Metanoeite 1929 respektive 1940.

## Verk
- Der Bettler, eine dramatische Sendung (Berlin-Schöneberg: S. Fischer Verlag, 1912)[9]